# Beta Circini
Beta Circini (β Cir) – gwiazda należąca do typu widmowego A, druga pod względem jasności w gwiazdozbiorze Cyrkla. Jest oddalona o ok. 100 lat świetlnych od Słońca. Jest to gwiazda znacznie młodsza od Słońca, liczy od 370 do 500 milionów lat.

## Towarzysz
W 2015 roku w podczerwieni zaobserwowany został towarzysz tej gwiazdy Beta Circini B, będący brązowym karłem. Obiekt ten znajdował się w odległości ~3,6 minuty kątowej, co odpowiada około 6656 jednostek astronomicznych. Reprezentuje on typ widmowy L1,0 ± 0,5, ocenia się, że ma masę równą 56 ± 7 MJ.